# 베트남 공화국

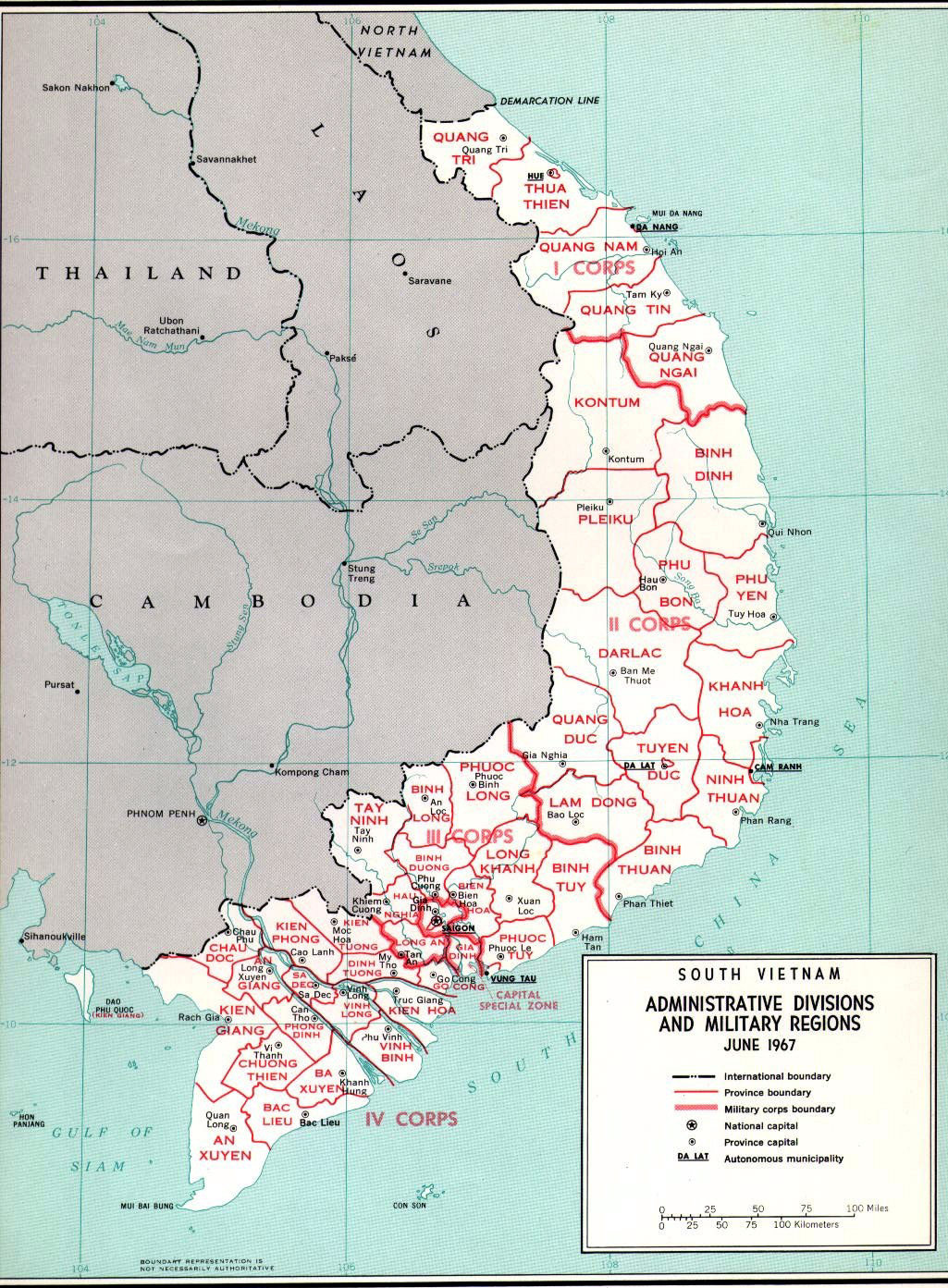
남베트남의 지도

베트남 공화국(베트남어: Việt Nam Cộng Hòa비엣남 꽁 화?), 약칭 남베트남은 1955년 10월 26일부터 1975년 4월 30일까지 북위 17도 베트남 군사분계선 이남에 존재했던 나라이다. 군사분계선 이북의 베트남 민주 공화국(북베트남)과 대치하였다.
베트남은 제1차 인도차이나 전쟁이 종결되면서 프랑스와 비엣민의 휴전으로 1954년 체결된 제네바 협정에 따라 분단되었는데, 가끔 베트남 공화국의 전신인 베트남국(1949년 6월 14일 - 1955년 10월 26일)을 남베트남의 역사에 포함하기도 한다. 자본주의 진영에선 정치이념에 따라 북베트남과의 구분을 위해 자유 월남(한국 한자: 自由 越南) 혹은 자유 베트남 등으로도 불렸다.

## 역사

### 제1공화국
베트남 공화국은 1955년 10월에 남베트남에 수립된 나라로, 초대 총통은 응오딘지엠이었다. 응오딘지엠은 미국식 자유민주주의를 받아들였고, 베트남 공화국이 프랑스로부터 독립된 나라라는 것을 대내외적으로 알리려 하였으나, 대부분의 고위 관료 및 군대 중추는 프랑스 치하에서 프랑스를 위해 복무했던 자였기 때문에 정통성 문제에서 북부의 공산국가인 베트남 민주공화국에 밀렸다. 일례로, 베트남 공화국의 정규군인 베트남 공화국군의 장교 중 95% 이상이 프랑스군 및 프랑스의 괴뢰군이었던 베트남 국민군에서 장교를 수행했던 전력이 있었다. 이는 태생적 한계로 작용하였다. 심지어 국체(國體) 전반이 과거 프랑스의 괴뢰국이었던 베트남국의 제도를 그대로 이어받은 상태였다는 점에서도 문제점이 지적됐다.
1956년 응오딘지엠은 토지 개혁을 실시했으나, 이는 토지 분배가 아닌, 소작료 제한책에 그치는 개혁이었기 때문에 지방 농민의 삶은 나아지지 않았다. 심지어, 이러한 소작료 인하는 오히려 제1차 인도차이나 전쟁 시기 월맹 게릴라 조직이 남부 일부 지역에서 실시했던 소작료 인하보다도 훨씬 높은 수준의 소작료를 강제하는 것이었기에 오히려 농민의 삶은 이전보다 후퇴하기에 이른다. 이러한 결과로 소작 쟁의가 끊이질 않았다.
한편, 베트남 남부 지역에서 활동했던 공산주의 조직은 이를 파악하여 소작농과 빈민을 규합하였고, 그 결과 남베트남 민족해방전선 (베트콩)이 성립되었다.
응오딘지엠의 정책에 미숙성을 이미 알고 있던 미국은 행정 고문관을 보내 농촌 통제 정책을 실시하였으나, 이는 오히려 베트남 공화국에 대한 농민의 반감을 더욱 불러일으켰다. 게다가 응오딘지엠 정권의 심각한 부패는 국민 단합을 불가능하게 하는 원인으로 되었다. 이로 인해 남베트남 민족해방전선의 영향력이 더욱 커졌다. 이와 더불어, 응오딘지엠은 공산 게릴라를 진압하는 과정에서 수많은 소작농을 탄압했고, 이는 전체적인 지지율 하락으로 이어졌다.

### 군부시기
응오딘지엠은 군부 관리도 실패하였다. 남베트남군 장교의 대다수는 프랑스 치하에서 장교로 복무했던 전력이 있었는데, 응오딘지엠은 나름 남베트남 정부의 정통성을 확보하기 위해 프랑스군 출신 인사를 최대한 배제하려고 했기 때문이다. 이는 군부 지지의 하락으로 이어졌다. 1963년에 군부 실세이자 군사 최고 고문이었던 즈엉반민이 쿠데타를 감행하였고, 응오딘지엠은 살해되었다. 그러나, 권좌를 잡은 즈엉반민도 다른 군부에 의해 쿠데타로 물러나게 되었으며, 이후 연이은 쿠데타로 정상적인 국정 운영을 할 수 없게 되었다.

### 제2공화국
기나긴 혼란 끝에 응우옌반티에우가 1966년에 군부의 지지를 받는 데에 성공하였고, 1967년에 그가 총통에 취임하면서 베트남 공화국의 행정 혼란은 다소 낮아졌다. 그러나, 고질적인 부정부패, 행정 무능, 권위주의 등의 문제가 청산되지 않았다. 특히, 미군, 대한민국 국군을 비롯한 수많은 지원군이 베트남 공화국을 지원했음에도 불구하고 국토의 대부분을 맡고 있는 베트남 공화국군의 전쟁 수행 능력은 최악이었기에 게릴라 군대에 불과한 남베트남 민족해방전선에 빈번하게 패배했다.
1973년 1월 27일 파리 평화 협정을 통해 베트남 전쟁이 종전되었다. 이에 따라 남베트남 지역에 주둔했던 외국 군대는 모조리 철수하였다. 그러나, 산악 지대는 이미 남베트남 민족해방전선과 공산 세력인 남베트남 인민혁명당이 지지력을 확고히 확보한 후였으며, 남베트남의 무능, 부패, 빈부격차 등은 전혀 나아지지 않았다. 결국, 북부 베트남이 총공세를 펼쳤고, 1975년 4월 30일 수도 사이공이 함락하였다. 이로써 베트남 공화국은 역사 속으로 사라졌다.

## 정부

### 정부 조직
베트남 공화국에는 다음과 같은 정부 조직들이 존재했고, 각 조직 부서들의 장은 우리나라의 장관에 해당하는 총장(Tổng trưởng)이 맡았다.
- 문화교육부 (Bộ Văn hóa Giáo dục) 주소 : 33–5 Lê Thánh Tôn
- 외교부 (Bộ Ngoại giao) 주소 : 4–6 Rue Colombert (현재의 4–6 Alexandre de Rhodes)
- 보건부 (Bộ Y tế) 주소 : 57–9 Hong Thap Tu (현재의 57-9 Nguyễn Thị Minh Khai)
- 사법부 (Bộ Tư pháp) at 47 Lê Duẩn
- 국방부 (Bộ Quốc phòng) at 63 Lý Tự Trọng
- 국가경찰사령부 (Bộ Tư lệnh Cảnh sát Quốc gia) 주소 : 258 Nguyễn Trãi
- 공무통신부 (Bộ Công chính và Truyền thông) 주소 : 92 Nam Kỳ Khởi Nghĩa

## 남베트남의 지도자 목록
- 응오딘지엠 : 1955년 10월 26일 - 1963년 11월 2일
- 즈엉반민 : 1963년 11월 2일 - 1964년
- 응우옌카인 : 1964년
- 판칵스우 : 1964년 - 1965년 6월
- 응우옌반티에우 : 1965년 6월 ~ 1975년 4월 21일(중화민국으로 망명)
- 쩐반흐엉 : 1975년 4월 21일 - 4월 26일(4월 26일 베트남 탈출)
- 즈엉반민 : 1975년 4월 28일 - 4월 30일(4월 30일 사이공 함락으로 베트콩에 항복)

## 같이 보기
- 북베트남
- 베트남 전쟁
- 응우옌 히유 한(영어판) - 남베트남 최후의 합참의장이었으나 베트콩의 스파이기도 했다